# Menhir u Steudtenu
Menhir u Steudten je megalitický menhir u vesnice Steudten, místní části obce Stauchitz v zemském okrese Míšeň v německé spolkové zemi Sasku.

## Poloha
Menhir se nachází asi 0,7 km jihovýchodně od vesnice Steudten na vrcholu umělého kopce zvaného Huthübel spolu s odpočinkovým místem. K menhiru vede polní cesta odbočující ze silnice spojující vesnice Steudten a Zschochau. Zda je Huthübel pravěkou mohylou, nelze říci, protože dosud nebyl archeologicky prozkoumán. Název Huthübel naznačuje, že místo sloužilo ve středověku jako dvorské místo, nebo v 10. století jako hrad. 

## Popis
Menhir byl zhotoven z křemenného porfyru. Má nepravidelný tvar a na vrcholu se zužuje do špičky. Má výšku 185 cm, šířku 75 cm a hloubku 59 cm. Historik Horst Kirchner se domníval, že rozeznává 7–8 cm veliký znak pod vrcholem, ale toto nemohla potvrdit ani pozdější historička Waldtraut Schrickeová, ani pozdější autoři.

## Menhir v regionálních pověstech
Podle jedné z legend vedl německý král Jindřich I. Ptáčník v letech 928/29 z Huthübelu obléhání Ganu, hlavního hradiště slovanských Daleminců. 